# Max Immelmann
Max Immelmann (1890. szeptember 21. – 1916. június 18.) német vadászpilóta.

## Élete

### Ifjúkora
Drezdában született, apja gazdag iparos volt. Az iskola elvégzése után belépett a hadseregbe, az Eisenbahnregiment Berlin kötelékébe, azonban a kiképzést unalmasnak találta, ezért nem lépett aktív szolgálatba, hanem 1912-től a drezdai Technische Hochschule hallgatójaként gépészetet tanult.

### Katonai szolgálata
Az első világháború kitörésekor Immelmannt behívták aktív szolgálatra és a Luftstreitkräfte egységéhez került és pilótakiképzésre küldték 1914 novemberében. Először Franciaország északi részén állomásozott mint felderítő repülő. 1915. június 3-án gépét lelőtte egy francia pilóta, de sikerült a német vonalak mögött biztonságosan leszállnia. Megkapta a Vaskeresztet a repülőgép megmentéséért. Később az egyik első olyan német pilóta lett, aki a háború kezdeti szakaszában jelentős számú légi győzelmet nyert meg igen rövid idő alatt. Megkapta az Adler von Lille (lille-i sas) becenevet.
Immelmann volt az első pilóta, aki megkapta a Pour le Mérite érdemrendet, Németország legmagasabb katonai kitüntetését. Ez a medál később a „Kék Max” néven vált ismertté Immelmann emlékére. A kitüntetését II. Vilmos császár adta át 1916 januárjában, ugyanakkor, amikor Oswald Boelcke is megkapta ezt az érdemrendet. 17 győzelmet tulajdonítottak Immelmannnak. Utolsó győzelmét 1916. március 30-án érte el.
Immelmann neve összekapcsolódott a Fokker Eindecker nevével, ami Németország első vadászrepülőgépe volt, és egyben az első gép, amely szinkronizált géppuskával volt felszerelve, amivel előre is lehetett tüzelni a légcsavar körén keresztül. Nagy szerepe volt a háború elején elért légi fölény kivívásában. Kiváló repülési képességeinek köszönhetően a katonai repülés egyik úttörőjévé vált. Leghíresebb „találmánya” az Immelmann-forduló, amelyet később számos pilóta használt.
Immelmann egy a Royal Flying Corps F.E.2b típusú géppel vívott légi csatában halt meg az észak-franciaországi Sallaumines felett 1916. június 18-án. A hivatalos brit jelentések szerint G.R. McCubbin és J. H. Waller lőtték le. Azonban más források szerint, ideértve a korabeli német légierőt, a gép elvesztése baráti tűz következménye volt, mert a német légvédelem lőtte le tévedésből. Más feltételezések szerint a szinkronizált géppuska meghibásodása következtében a saját légcsavarját találta el és ez vezetett a katasztrófához.

### Légi győzelmei
| Sorszám | Dátum                | Egység | Repülőgép        | Ellenfél          |
| ------- | -------------------- | ------ | ---------------- | ----------------- |
| 1       | 1915. augusztus 1.   | FA 62  | Fokker Eindecker | B.E.2c            |
| 2       | 1915. szeptember 9.  | FA 62  | Fokker Eindecker | Biplán            |
| 3       | 1915. szeptember 21. | FA 62  | Fokker Eindecker | B.E.2c            |
| 4       | 1915. október 10.    | FA 62  | Fokker Eindecker | B.E.2c            |
| 5       | 1915. október 26.    | FA 62  | Fokker Eindecker | Vickers F.B.5     |
| 6       | 1915. november 7.    | FA 62  | Fokker Eindecker | B.E.2c            |
| 7       | 1915. december 15.   | FA 62  | Fokker Eindecker | Morane Parasol    |
| 8       | 1916. január 12.     | FA 62  | Fokker Eindecker | Vickers F.B.5     |
| 9       | 1916. március 2.     | FA 62  | Fokker Eindecker | Morane BB         |
| 10      | 1916. március 13.    | FA 62  | Fokker Eindecker | Bristol felderítő |
| 11      | 1916. március 13.    | FA 62  | Fokker Eindecker | B.E.2c            |
| 12      | 1916. március 29.    | FA 62  | Fokker Eindecker | F.E.2c            |
| 13      | 1916. március 30.    | FA 62  | Fokker Eindecker | B.E.2c            |
| 14      | 1916. április 23.    | FA 62  | Fokker Eindecker | Vickers F.B.5     |
| 15      | 1916. május 16.      | FA 62  | Fokker Eindecker | Bristol felderítő |
| 16      | 1916. június 18.     | FA 62  | Fokker Eindecker | F.E.2b            |
| 17      | 1916. június 18.     | FA 62  | Fokker Eindecker | F.E.2b            |

### Emlékezete
- Max Immelmann nevét viseli a jelenlegi német légierő, a Luftwaffe egyik százada.
- Két különböző műrepülő manőver is viseli Immelmann nevét.